# Taco e Paco
Taco e Paco è una serie animata in stop motion di 53 episodi da 6 minuti, prodotta dalla Crayons di Terni in coproduzione con Rai Fiction per la regia di Roberto Lione. 
La serie è realizzata in "papermotion", una tecnica d'animazione molto complessa e costosissima che usa scenografie tridimensionali e personaggi costruiti in carta colorata. La serie, a partire dal 2001 è stata programmata dalla Melevisione su Rai 3 per poi continuare sugli altri canali Rai fino a tutto il 2009.

## Personaggi principali
- Taco, un tucano scalmanato e musicista. Doppiato da Riccardo Rossi.
- Paco, un coccodrillo riflessivo e sognatore. Doppiato da Vittorio Amandola.

## Episodi
| Nº | Titolo italiano | In onda  | In onda |
| Nº | Titolo italiano | Italiano |         |
| 1  | Gara di canotto | 2001     |         |
| 1  | Giunti al fiume, Taco e Paco lo trovano ridotto a un letto di fango. Colpa della siccità. Grazie alla "Canzone della pioggia", Taco e Paco si godono la gita al fiume, mentre il rospo che dormiva nel fango banchetta con le zanzare appena arrivate. |          |         |
| 2  | Rally in campagna | 2001     |         |
| 2  | A bordo di un sidecar ecologico, Taco e Paco partecipano ad un rally in campagna. Ma incontrano un gregge e un cane pastore che ha bisogno d'aiuto per contare le pecore. Dopo un "un-due-tre" a tempo di musica i due riprendono la gara. Arrivano ultimi, ma ricevono un premio per aver rispettato la natura. |          |         |
| 3  | Taco e Paco detective del pollaio | 2001     |         |
| 3  | Problema al pollaio: tante volpi si stanno mangiando tutte le uova. Taco e Paco scoprono che la volpe è una sola che fa credere con l'inganno che le volpi siano tante. Con l'aiuto di un maialino e di una pecorella, Taco e Paco la spaventano, e tutti tornano a godere delle deliziose uova del pollaio. |          |         |
| 4  | Picnic al parco | 2001     |         |
| 4  | Al parco per un picnic, Taco e Paco trovano un piccolo di ghiandaia caduto dal nido. Mamma e papà ghiandaia pensano che i due vogliano far del male al piccolo e li beccano in testa. Taco e Paco spiegano la bontà delle loro intenzioni. Il pulcino spicca il volo e i genitori si congratulano con Taco e Paco... con un'altra beccata in testa. |          |         |
| 5  | La papera sul tetto | 2001     |         |
| 5  | Taco e Paco sono in gita alla fattoria: le galline si lamentano perché il tetto del pollaio è rotto e piove sulle uova. Solo la papera non si bagna, perché ha sulle piume un olio che le rende impermeabili. Taco e Paco tappano il buco con la papera. Le uova sono salve. Anche con la pioggia si sono divertiti. |          |         |
| 6  | Un bisbetico in giardino | 2001     |         |
| 6  | Taco e Paco si preparano ad andare a pesca. Paco fa cadere i vermi fuori dalla finestra. In giardino il topo ragno, un roditore minuscolo ma agguerritissimo, si mangia i vermi e caccia tutti. Con un'automobilina radiocomandata e un altro barattolo di vermi come esca, Taco e Paco lo spediscono in campagna. |          |         |
| 7  | Puzzole e palloncini | 2001     |         |
| 7  | Svegliati da un odore terribile, Taco e Paco trovano una puzzola sotto casa. Il cane le abbaia contro e lei si difende con la puzza. La puzzola vuole solo attraversare la strada per andare nel bosco. Con una canzone e qualche palloncino, Taco e Paco risolvono il problema. |          |         |
| 8  | Lezioni di musica | 2001     |         |
| 8  | Taco e Paco finiscono nel coro di un corvo musicista. Le loro canzoni sguaiate fanno perdere la bussola ad una giovane anatra che sta migrando verso i paesi caldi. Cantando la canzone dell'autunno, Taco e Paco l'aiutano a ritrovare lo stormo e a riprendere il volo. |          |         |
| 9  | Tentar non nuove | 2001     |         |
| 9  | In campagna per una maratona, Taco e Paco s'imbattono in un piccolo scoiattolo che non riesce a sollevare noci e ghiande. Per incoraggiarlo, gli cantano una canzone che insegna che, con un po' di buona volontà, si può fare tutto. |          |         |
| 10 | Il tesoro molto nascosto | 2001     |         |
| 10 | Durante una caccia al tesoro, Taco e Paco finiscono nel tunnel di una talpa. Riusciranno a tornare a casa, scoprendo che chi trova la strada di casa, trova un tesoro. |          |         |
| 11 | Un fungo gigante | 2001     |         |
| 11 | Taco e Paco, nel bosco per raccogliere funghi, incontrano le ghiandaie. Il signor ghiandaia è un esperto di funghi e... li scarta tutti. Tutti velenosi. Come preparare la minestra di funghi? La ghiandaia indica a Taco e Paco un porcino gigante. Taco cucina, tutti gli animali gustano una deliziosa minestra. E il povero Paco lava i piatti. |          |         |
| 12 | Chicchirichì | 2001     |         |
| 12 | Taco e Paco, in vacanza alla fattoria di Quaqquò, scoprono che tutti dormono di giorno perché il gallo canta di notte e li sveglia sempre troppo presto. Taco e Paco convincono il gallo a leggere un po' prima di mettersi a dormire. Ma anche questo non basta: il gallo percepisce l'arrivo del sole prima dell'alba. Il problema sarà risolto da un paio di occhiali da sole. |          |         |
| 13 | Tosarsi è bello | 2001     |         |
| 13 | Un agnellino si è nascosto in camera di Taco e Paco perché non vuole che il fattore lo tosi. I due lo riportano alla fattoria per convincerlo a tosarsi. Alla fine il pensiero che la sua lana terrà il mondo al caldo persuade l'agnello. Taco e Paco tornano a casa con bei regali: sciarpa, cappello e coperta. |          |         |
| 14 | Una cornice perfetta | 2001     |         |
| 14 | Taco e Paco hanno comprato una cornice al mercatino delle pulci, ma non hanno una foro da incorniciare. Partono per la foresta in cerca di soggetti, e qui incontrano un cervo con due opossum attaccati alle corna. |          |         |
| 15 | Il bandito mascherato | 2001     |         |
| 15 | Una femmina di procione si intrufola in casa di Taco e Paco e svuota il frigo. Non ne vuole sapere di tornare nel bosco. Taco e Paco dovranno convincerla con l'aiuto del Nonno orsetto lavatore e di una pista di frutta fresca. |          |         |
| 16 | Compleanno nel bosco | 2001     |         |
| 16 | Quando Taco e Paco vanno a trovare la loro amica ghiandaia per regalarle una torta di compleanno la ghiandaia non c'è. Ha spostato il nido per paura dei predatori. Taco e Paco si mettono a cantare per attirare l'attenzione della ghiandaia, ma anche un gufo affamato li sente... e così cominciano i guai. |          |         |
| 17 | Agguanta quel granchio | 2001     |         |
| 17 | Taco non trova più il suo flauto. La ricerca porterà i due amici sulla spiaggia, dove scopriranno che il flauto è stato rubato da un granchio gigante, un animale ghiotto di noci di cocco e ladro di oggetti scintillanti. |          |         |
| 18 | Leo e Nardo | 2001     |         |
| 18 | Per vincere una gara di disegno sponsorizzata da una fabbrica di biscotti, Taco e Paco cercano nella savana un leone da ritrarre per essere stampato sulle scatole del biscottificio. Incontrano due leoncini che lottano tra di loro. Taco e Paco insegnano loro l'amore fraterno. Il disegno di Paco, che raffigura due leoncini felici, vincerà il primo premio, una mega fornitura gratis di biscotti. |          |         |
| 19 | A a a amico antipulci | 2001     |         |
| 19 | Taco e Paco rispondono all'annuncio di un rinoceronte che cerca un volatile che lo spulci. Nessuno vuole salirgli sulla schiena perché, a causa della sua miopia, il rinoceronte urta contro tutto e tutti. Taco e Paco risolvono il problema con una cintura di sicurezza. |          |         |
| 20 | Anniversario di matrimonio | 2001     |         |
| 20 | Taco e Paco partecipano alla festa nello stagno di una coppia di cigni che festeggiano cinquant'anni di matrimonio. Taco trova una nuova amica, una farfalla che gli farà da papillon. |          |         |
| 21 | Cigni e scarpe vecchie | 2001     |         |
| 21 | Taco e Paco vanno a pesca di trote nel lago, ma riescono solo a pescare una vecchia scarpa da ginnastica di Paco. Trovano l'occasione però per vedere dei giovani cigni che si esercitano nel volo, e per cantare una canzone sulle meraviglie della natura. |          |         |
| 22 | Tanti piatti da lavare | 2001     |         |
| 22 | Seguendo due uova volanti, Taco e Paco finiscono nella fattoria dove le galline scure, che fanno uova da guscio scuro, bisticciano con quelle chiare, che fanno uova dal guscio chiaro. Con una bella canzone, Taco e Paco portano pace nel pollaio e tornano a casa con tante uova per la frittata. Canzone: Guscio Chiaro Guscio Scuro. |          |         |
| 23 | Frittelle ma non a crepapelle | 2001     |         |
| 23 | Taco prepara troppe frittelle. Paco gli insegna a "mangiare con gli occhi", ammirando il piatto ricolmo ma mangiando una frittella ola. I due fanno una gita al lago e incontrano un giovane cigno che non riesce a decollare. Lo incoraggiano con una filastrocca e il cigno riesce a volare. Taco e Paco tornano a casa, e Taco si concede un'altra frittella. |          |         |
| 24 | Conta che ti passa | 2001     |         |
| 24 | Taco vuole costruire un aquilone, ma ha problemi con la matematica e non riesce a contare i pezzi di carta necessari. Taco ripassa i numeri contando le pecore a suon di musica. Paco gli spiega che i numeri servono a contare qualsiasi cosa. Taco riesce a costruire l'aquilone e tutti possono giocare felici. Canzone: imparo a Contare. |          |         |
| 25 | Il ladro di piume | 2001     |         |
| 25 | Un tacchino, geloso dall'aspetto del pavone, si cosparge di colla e prova ad appiccicarsi addosso qualche piuma rubata. Ma il vento gli attacca addosso molte foglie secche. Taco e Paco gli spiegheranno con una canzone che ognuno deve essere fiero e contento del proprio aspetto. |          |         |
| 26 | Una questione di smog | 2001     |         |
| 26 | Le gru, confuse per colpa dell'inquinamento, sbagliano strada e volano verso il freddo invece che verso i paesi caldi. Taco e Paco le avvertiranno, inseguendole con una mongolfiera. |          |         |
| 27 | Maschere da paura | 2001     |         |
| 27 | La casa di Taco e Paco è invasa dai topi usciti dal disegno di Paco. Per scappare dai roditori, I due si tuffano nel disegno e finiscono in campagna, dove dentro ad un fienile fanno un incontro pauroso con un barbagianni, che di notte si apposta nei granai a caccia di topi. Superato lo spavento iniziale, il barbagianni dà ai due un'idea. Taco e Paco tornano a casa e, mascherati da barbagianni, mettono in fuga i topi. |          |         |
| 28 | L'isola del tesoro | 2001     |         |
| 28 | Nevica e il caminetto della casa di Taco e Paco si spegne. Paco propone allora un viaggio nella calda isola che sta disegnando. Qui incontrano una tartaruga marina, di ritorno a casa dopo aver seppellito un tesoro. Taco e Paco cercano il tesoro e, su suggerimento di un furbo gabbiano, scavano sotto una duna. Trovano soltanto gusci rotti e un tartarughino impaurito che non si decide a lasciare il nascondiglio perché sa che il gabbiano lo mangerebbe. Taco e Paco fanno giusto in tempo ad aiutare il tartarughino nella difficile impresa di raggiungere il mare, che un'eruzione vulcanica li catapulta a casa dove ad attenderli c'è un'ultima sorpresa. |          |         |
| 29 | Passeggiata sui tetti | 2001     |         |
| 29 | Un gatto in amore è sul tetto. I suoi miagolii danno fastidio a tutto il vicinato. Taco e Paco vanno a dirgli di fare silenzio e scoprono che il suo miagolare è un modo di telefonare il suo amore alla propria amata che vive in un tetto vicino. A Taco e Paco viene l'idea d'invitare il gatto ad usare il loro telefono e riportare così un po' di tranquillità sotto alle finestre del quartiere. Presto scopriranno che non è stata una buona idea. |          |         |
| 30 | Un timidone dalla lingua lunga | 2001     |         |
| 30 | Sotto la lente del microscopio di Taco una termite gli fa le boccacce. "Un extraterrestre!" grida Taco. Paco lo rassicura e posa la matita vicino all'insetto che si mete subito a rosicchiarla. Entrano in campo molte altre termiti che fanno una scorpacciata con le matite di Paco. Dal disegno di Paco sulla parete esce il muso di un formichiere che tirando fuori una lingua lunghissima e appiccicosa fa fuori tutte le termiti. Catturata l'ultima termite il formichiere scompare nel disegno, Taco e Paco lo seguono ed entrano anche loro nel disegno. Si ritrovano in una zona di campagna subtropicale, dove le termiti stanno rodendo un palo della luce. Un uccello che vi ha fatto il nido sulla cima chiede aiuto. Taco e Paco chiamano a gran voce il formichiere che in un battibaleno fa piazza pulita delle termiti. Tornati a casa, trovano che le termiti hanno ridotto i mobili ad un mucchio di segatura. Si è salvato solo il microscopio di Taco. Sotto al vetrino però c'è ancora una termite che fa le boccacce. |          |         |
| 31 | Un riccio in cerca d'affetto | 2001     |         |
| 31 | Le caldarroste preparate da Taco sono tutte bruciate. Per fortuna Paco ha disegnato un bosco di castagni e propone di farci una passeggiata per raccogliere altre castagne. Con sorpresa Taco e Paco scoprono che le castagne sono racchiuse dentro a ricci spinosi e con sorpresa ancora maggiore si accorgono che uno di queste "cupole" spinose sta scappando. Infatti non è un riccio di castagna, ma un riccio - porcospino, anche un po' scorbutico perché, a causa dei suoi aculei, nessuno gli fa una carezza. Taco e Paco lo aiutano a ritrovare la sua famiglia, ma alla fine scoprono di essersi persi. Fortunatamente, il papà del riccio li aiuterà a tornare a casa... con una spinta poco ortodossa. |          |         |
| 32 | E fatemi dormire! | 2001     |         |
| 32 | Taco e Paco vogliono andare in campeggio. Un disegno di Paco li porta in una foresta. L'inverno è vicino e un orso sta preparandosi ad andare in letargo. Taco e Paco lo disturbano con la musica della radio e col martellare sui picchetti per la tenda. L'orso si avvicina per farli smettere ma la sua apparizione li terrorizza a tal punto che Taco e Paco fanno crollare la tenda e scappano, finendo proprio nella caverna dell'orso. Alla vista del giaciglio dell'orso capiscono che l'animale vuole solo riposare. Non voleva mangiarli, voleva solo che abbassassero il volume della radio. Passata la paura i due lasciano che l'orso gli spieghi come in inverno gli orsi vadano in letargo e come abbiano bisogno di dormire. Paco decide di darsi da fare. Prende il violino e comincia a suonare una ninna nanna, ninna nanna che farà dormire l'orso fino a primavera inoltrata. |          |         |
| 33 | Mamma cercasi | 2001     |         |
| 33 | Taco sta preparando la colazione e cerca lo zucchero. Apre un armadietto e c'è un uovo con le ali che gli fa uno sberleffo e vola via. Paco disegna una finestra sulla parete per inseguire l'uovo, e in un salto lui e Taco atterrano in un campo di grano, nei pressi di una fattoria. Qui scoprono che l'uovo è alla disperata ricerca della sua mamma. Dopo aver indagato presso una mucca ed una chioccia, Taco e Paco scoprono che la mamma è un'oca. Nell'abbraccio tra la mamma e il suo uovo nasce un bel paperino. Un temporale improvviso e un turbine di vento riconducono Taco e Paco a casa. |          |         |
| 34 | Troppi colori per una zebra | 2001     |         |
| 34 | Fuori piove e Paco, per consolarsi, ha dipinto in casa un enorme sole. Per farlo si è arrampicato su una piramide di barattoli di colori ad olio. Una disattenzione di Taco fa crollare la piramide e i due amici precipitano in una savana africana. Qui una povera zebra macchiata dai colori dei barattoli sta scappando da un branco di leoni che le danno la caccia. Paco, grazie alla matita magica, riesce a far piovere sulla savana lavando così la zebra e facendola tornare alle sue strisce originali, bianche e nere. Ma spaventati dal ruggito di un leone Taco e Paco per fuggire saltano in un barattolo di vernice. Quando riemergono si ritrovano a casa loro, però dipinti a strisce come la zebra. |          |         |
| 35 | Il girino salvato | 2001     |         |
| 35 | Taco scopre che lui e Paco non hanno mai avuto un album di fotografie e decide di scattarne subito una. Paco si mette in posa sullo sfondo di uno stagno che ha appena disegnato. Ma il disegno si muove e i due finiscono in acqua. Li salva una grande foglia che cominciano subito ad usare come zattera per navigare lo stagno. Un'invocazione d'aiuto attrae la loro attenzione: un girino sta scappando sull'acqua inseguito da un pellicano. Con un flash della macchina fotografica, Taco abbaglia il pellicano e salva il girino che intanto si allontana. Intanto mamma ranocchia cerca il suo girino che nel frattempo è finito nella bocca di un pesce. Di nuovo, Taco e Paco salvano il girino, cantano una ninna nanna che fa addormentare il pesce che apre la bocca liberando così il girino. Intanto fattasi sera un'improvvisa invasione di zanzare costringono i due amici ad una fuga a rotta di collo. |          |         |
| 36 | Una strana partita di biliardo | 2001     |         |
| 36 | Paco disegna. Taco lo chiama. È l'ora della partita a biliardo. Ma Paco continua a disegnare perché non vuol perdere l'ispirazione. Taco colpisce forte una biglia che vola fuori dalla finestra. La bilia finisce ai piedi di un albero, uno scoiattolo è lesto a raccoglierla. Taco e Paco inseguono lo scoiattolo e finiscono sui rami di una quercia. La biglia finisce nel nido di una ghiandaia facendo scoppiare un litigio fra la ghiandaia e lo scoiattolo, a quanto pare non è la prima volta. Uovo di ghiandaia e biglie da biliardo si assomigliano. Taco e Paco riescono a restituire l'uovo e a tornare a casa con la loro biglia. Non appena iniziano a giocare scoprono lo scoiattolo rannicchiato in una buca del tavolo da biliardo dove ha deciso di svernare. |          |         |
| 37 | Per un pugno di pere | 2001     |         |
| 37 | Taco vuole preparare una torta di pere. Paco, preso dall'ispirazione, disegna un pero sulla parete. Un urlo di Taco lo fa voltare. Le pere hanno tutte i vermi. Sono così bacate che cominciano a cadere, infatti in men che non si dica una pioggia di pere bacate li sommerge. Niente paura, Taco e Paco riemergono da sotto un cumulo di pere marce e si ritrovano a bordo del rimorchio di un trattore. Taco fa il ganzo e si mette alla guida anche se non ha mai guidato un trattore. Infatti... va subito a sbattere contro un tronco d'albero. Taco e Paco vengono sbalzati dall'urto e finiscono per atterrare davanti ad una volpe che sta stazionando sotto ad un pero. Una famiglia di picchi è intenta a beccare la corteccia dell'albero. La volpe prova ad arrampicarsi ma non ci riesce. I picchi imperterriti continuano a beccare la corteccia in cerca di vermetti. La scena è interrotta improvvisamente dall'arrivo di un falco che fa scappare tutti. |          |         |
| 38 | Un vestito nuovo per Kalò e Kalà | 2001     |         |
| 38 | Taco annaffia i fiori e scopre che Paco ne ha preso uno per copiarlo. Paco, infatti, sta disegnando una giungla. La giungla si anima e le liane si attorcigliano intorno a Taco e Paco e li rapiscono trascinandoli nel disegno. Incontrano due serpentelli danzatori provetti che però sono nei guai. Sono magri e denutriti perché nessuno li scrittura a ballare. Taco e Paco si danno da fare ad allestire uno spettacolo a cui partecipa tutta la giungla. È un grande successo. Così finalmente i due serpentelli hanno abbastanza soldi per mangiare, crescere e mutare pelle. Tornati a casa sporchi e laceri, Taco e Paco si consolano con una pizza. |          |         |
| 39 | Totem alle vongole | 2001     |         |
| 39 | Taco sta scolpendo un totem. La sua scultura è un'accozzaglia di caffettiere, ombrelli, ruote di bicicletta, eccetera in puro stile postmoderno. Paco disegna un paesaggio in stile figurativo. Un villaggio pellirossa con molti totem e maschere colorate. I due entrano nel disegno per studiarli da vicino. È l'ora del tramonto e i totem proiettano lunghe ombre inquietanti tutto ha un'aria sinistra da paura così che Taco e Paco inciampano, precipitano giù per la scarpata lungo al fiume e finiscono di cadere in una canoa che sotto al loro peso si stacca dalla riva e prende il largo lungo il fiume. La canoa galleggia in maniera singolare, sembra sballottata da spiriti invisibili. In realtà è solamente una lontra che si sta divertendo. Appare, scompare per diversi minuti, appare di nuovo con una grossa vongola che si posa sul petto e che rompe con un sasso per mangiarsi il mollusco all'interno. L'arrivo di un'orca affamata terrorizza tutti. È risalita dalla baia con cattive intenzioni, decisa a fare un ricco pasto. L'orca però nella foga di catturare la preda solleva un'onda così incredibilmente alta che riporta a casa Taco e Paco. Come vengono scolati in sala da pranzo non finisce lì, anche la lontra li ha seguiti, infatti la trovano che li aspetta festante in mezzo alle sue amiche.                              |          |         |
| 40 | Se hai caldo non darti le arie | 2001     |         |
| 40 | Fa un gran caldo. Per salvarsi dall'afa, Paco disegna un ventaglio. Ma quando l'opera è finita il ventaglio comincia a muoversi e ad allontanarsi. Taco e Paco gli saltano addosso e sorpresa. Il ventaglio non è altro che la ruota del pavone ora tutta sgualcita. Adesso la Signorina Pavone non vuole più saperne di un appuntamento galante con un pavone dalla ruota così malconcia. Il pavone è disperato. Ma con le matite colorate Paco gli disegna una ruota nuova e bellissima. Funziona e di nuovo il pavone può contare sulla riconquista di serate galanti e della felicità, anche se di effimera durata. |          |         |
| 41 | Il boscaiolo invisibile | 2001     |         |
| 41 | Mentre Taco prepara la pizza, Paco sta disegnando un bosco. Taco guarda il disegno e si allarma: gli è sembrato che, sul disegno di Paco, un albero si sia mosso. Paco guarda incuriosito... e in quel momento l'albero esce dal blocco di carta e cade nella stanza con fragore. I due si salvano per un pelo. quindi scivolando sull'albero caduto, entrano nel disegno per vedere chi è il boscaiolo incauto. Ma ecco che si ritrovano su una foresta del Nord America, su un tronco che galleggia sulla corrente di un fiume. Il tronco improvvisamente sbatte contro una diga di ramoscelli e tronchi d'albero che blocca il corso dell'acqua. Si sente il rumore come di un tamburo seguito dalla caduta di un albero. Poi un altro, e un altro ancora. Alla fine Taco e Paco scoprono un castoro che stando eretto sulle zampe posteriori batte la coda per terra per avvertire dell'imminente caduta di un albero. Quindi i due scopriranno che il castoro è quel roditore semi-acquatico facente parte della famiglia dei roditori, noto per l'abilità con la quale costruisce dighe. |          |         |
| 42 | Una foto da primo premio | 2001     |         |
| 42 | Una rivista ha indetto un premio per chi farà la foto dell'animale più furbo. Tutti sanno che la volpe è l'animale più furbo. Ma dove trovarla, una volpe? Ci pensa Paco, che disegna una fila d'impronte. A Taco e Paco non resta che seguirle e tuffarsi nel disegno. Alla fine riescono a trovare la tana della volpe e la volpe capisce che i due non vogliono farle del male, e acconsente a farsi fotografare. In quel momento, però, sopraggiunge una muta di cani. La volpe, Taco e Paco si danno alla fuga. Taco e Paco tornano a casa, e telefonano alla rivista, in quel momento la muta di cani si fa sentire di nuovo. Taco e Paco si nascondono sotto al tavolo, dove trovano già la volpe. |          |         |
| 43 | Due perfetti baby-sitter | 2001     |         |
| 43 | Taco e Paco finiscono nel bosco attraverso un disegno di Paco. Siamo nei boschi del Nord America ed una coppia di castori affida il loro cucciolo a Taco e Paco perché devono allontanarsi per raccogliere cibo. Arriva una lince rossa che sta per attaccare, i tre trovano rifugio nella diga costruita da papà e da mamma castoro. Nessun felino si avventura in mezzo all'acqua per inseguire un castoro. Ma la lince rossa è così affamata che trova il modo per entrare nell'alloggio dentro la diga. La situazione è diventata seria finché il cucciolo di castoro aziona una trappola che fa cadere la lince nel fiume. Tornano i genitori del cucciolo ed invitano Taco e Paco a fermarsi per cena, ci sono corteccia e ramoscelli freschi. Paco non ci pensa due volte, estrae il blocco e disegna un bel piatto di spaghetti al pomodoro, che subito diventa reale. |          |         |
| 44 | L'isola misteriosa | 2001     |         |
| 44 | Taco usa un tavolino rovesciato a mo' di barchetta per navigare in salotto. Paco sta dipingendo un paesaggio africano. I due entrano nel dipinto e si ritrovano in barca a navigare lungo un fiume africano. La barchetta va a sbattere contro uno scoglio a forma d'isolotto su cui è appollaiato un uccellino che arrabbiato vola via. Taco e Paco pensano di fermarsi a fare merenda sull'isolotto infatti ci lanciano sopra una cesta piena di cibarie ed una deliziosa torta al doppio cioccolato... ma l'isolotto s'immerge e sparisce. Comincia così un'incredibile scorribanda lungo il fiume con Taco e Paco che inseguono l'isolotto che appare e scompare, s'immerge e riemerge fino a quando riaffiora sotto di loro, sollevando la barca. Taco e Paco cadono in acqua davanti all'isolotto che si anima e spalanca una bocca enorme. Proprio come Taco e Paco penano d'essere mangiati, l'uccellino torna in campo. Non c'è nessun mostro, spiega, e nessun isolotto misterioso: solo il suo amico ippopotamo che se ne sta sempre a mollo perché la sua pelle sotto il sole africano ha bisogno di essere sempre bagnata. Taco e Paco tornano a casa volando con dei palloncini colorati. A casa Paco pensa di finalmente potersi godere la torta al doppio cioccolato. Arriva una telefonata, l'ippopotamo ha urgente bisogno di un'altra torta al cioccolato. |          |         |
| 45 | Farfalla a sorpresa | 2001     |         |
| 45 | Mentre Taco prepara il cestino da picnic Paco sta dipingendo un boschetto d'alberi frondosi. Ma ad un tratto le foglie d'albero si staccano dal quadro e in un batter d'occhio li seppelliscono. Quando emergono i due amici si trovano sotto ad un albero spoglio in mezzo ad un bosco. Taco e Paco si mettono sulle tracce del colpevole e dopo aver scoperto che si tratta di un bruco famelico, lo inseguono dentro un buco nel tronco dell'albero. Ma qui trovano solo un bozzolo. Dove sarà il bruco? Dal bozzolo il bruco fa sapere che vuole dormire, e a nulla valgono i tentativi di Taco e Paco di farlo uscire. Quando alla fine il bozzolo si schiude, ne esce una bellissima farfalla. Chi pagherà i danni combinati dal bruco? La farfalla no di certo. |          |         |
| 46 | Matite e ghiaccioli | 2001     |         |
| 46 | Paco disegna un paesaggio polare, e per trovare l'ispirazione si mangia tutti i ghiaccioli che trova nel frigorifero. La sfortuna risucchia Taco e Paco nel disegno e si ritrovano con molti mobili del loro appartamento su una lastra di ghiaccio del Polo Nord. Paco vorrebbe disegnare una nave che li riporti a casa ma la matita è caduta nelle acque gelide del mare. Non è una buona idea per un coccodrillo tuffarsi in quelle acque gelide. Arriva un orso polare che anche se arrabbiato perché hanno sporcato il mare li aiuta a recuperare gli oggetti che galleggiano fra i ghiacci. Lui il freddo non lo sente proprio. Paco disegna un enorme aspirapolvere che fa sparire tutto, risucchiando tutto compresi Taco e Paco che rientrano a casa passando dal frigorifero, scoprendo che i ghiaccioli non sono finiti. |          |         |
| 47 | L'Amazzonia | 2001     |         |
| 47 | Paco ha disegnato un fiume. Il fiume esce dal disegno e Taco e Paco, a bordo di una barchetta di carta, si trovano a navigare tra le meraviglie del Rio delle Amazzoni. Qui assistono allo strabiliante comportamento di una farfalla che si mimetizza da fiore e di un camaleonte che cambia colore per nascondersi tra le foglie. Un piranha poi ruba il loro cestino del picnic, che finisce contro un alveare scatenando un nugolo di api. Taco e Paco tornano in fretta a casa, ma purtroppo il ronzio delle api li segue anche in città. |          |         |